# Livre du Saint Sacrement
Livre du Saint Sacrement (dt.: Buch des Heiligen Sakraments) ist eine Komposition für Orgel von Olivier Messiaen. Das Stück entstand 1984–1985 und entfaltet in 18 Sätzen theologische Aspekte der Eucharistie. Es ist der letzte und umfangreichste Orgelzyklus Messiaens und gilt in seinen stilistischen Mitteln und seinen Formen als Zusammenfassung seiner über Jahrzehnte entwickelten Kompositionstechniken.

## Entstehung
Wie schon bei den Méditations sur le Mystère de la Sainte Trinité entstanden erste Ideen zum Livre du Saint Sacrement bei Improvisationen im Rahmen von Messiaens Organistentätigkeit in der Pariser Trinité-Kirche, teilweise lange vor der Niederschrift. Als Messiaen begann, eine kompositorische Ausarbeitung zu planen, dachte er anfangs an eine Gruppe von Orgeletüden oder thematisch freien Stücken, bevor er sich entschloss, sie zyklisch zu konzipieren und dem Thema der Eucharistie zu widmen. Bei einer Israel-Reise im Frühjahr 1984 lernte Messiaen die Landschaft und einige originale Schauplätze biblischer Geschichten kennen, die ihn zur weiteren Komposition inspirierten und ihm überdies die Kenntnis lokaler Vogelrufe verschaffte, die er in dem neuen Zyklus zitierte. Im Juni 1984 war eine erste Version des Stücks mit eher locker zusammenhängenden 15 Sätzen fertiggestellt. In den folgenden Monaten bis ins Jahr 1985 arbeitete Messiaen an einer zwingenderen zyklischen Anordnung und ergänzte dazu schließlich 3 weitere Sätze.
Almut Rößler spielte die Uraufführung am 1. Juli 1986 in der Metropolitan Methodist Church in Detroit.

## Sätze
Mit überwiegend französischen Titeln deutet Messiaen die Themen der Sätze an. Der 1. und 5. Satz tragen lateinische Titel, diese sind Zitate aus liturgischen Gesängen. Neben den Titeln sind allen Sätzen ein oder mehrere erläuternde Zitate vorangestellt; sie stammen aus der Bibel, aus Texten mittelalterlicher Theologen oder aus der katholischen Liturgie. Von besonderer Bedeutung sind für Messiaens Gedankenwelt Thomas von Aquins Hymnus Adoro te devote und Thomas von Kempens Schrift „Von der Nachfolge Christi“, aus beiden sind Mottos gleich mehrerer Sätze entnommen. Weitere Zitate und kurze Kommentare sowie Erläuterungen der verwendeten Vogelrufe finden sich direkt im Notentext.
Die Satztitel lauten:
1. Adoro te (Ich bete dich an); die erste Bezugnahme auf den Hymnus Adoro te devote, dessen Melodie allerdings im Stück nicht zitiert wird
2. La Source de Vie (Die Quelle des Lebens)
3. Le Dieu caché (Der verborgene Gott)
4. Acte de Foi (Glaubensbekenntnis)
5. Puer natus est nobis (Ein Kind ist uns geboren); die Musik zitiert die Melodie des gleichnamigen Introitus, eines der bekanntesten Stücke des gregorianischen Repertoires
6. La Manne et le Pain de Vie (Das Manna und das Brot des Lebens)
7. Les Ressuscités et la lumière de Vie (Die Auferstandenen und das Licht des Lebens)
8. Institution de l’Eucharistie (Einsetzung der Eucharistie)
9. Les Ténèbres (Die Finsternis); gemeint sind Passion und Tod Jesu
10. La Résurrection du Christ (Die Auferstehung Christi)
11. L’Apparition du Christ à Marie-Madeleine (Die Erscheinung Christi gegenüber Maria Magdalena)
12. La Transsubstantiation (Die Wandlung)
13. Les Deux Murailles d’eau (Die zwei Mauern aus Wasser); der Titel spielt an auf die Teilung des Roten Meers durch Moses, aber auch auf das Brotbrechen vor der Kommunion
14. Prière avant la communion (Gebet vor der Kommunion)
15. La Joie de la grâce (Die Freude der Gnade)
16. Prière après la communion (Gebet nach der Kommunion)
17. La Présence multipliée (Die vielfältige Gegenwart)
18. Offrande et Alléluia final (Darbringung und abschließendes Halleluja)

Thematisch lässt sich eine Dreiteiligkeit des Zyklus erkennen: die Sätze 1–4 stellen eine Vorbereitung dar, die Sätze 5–11 entfalten die Bedeutung des Abendmahls im katholischen Verständnis, teilweise unter Bezugnahme auf verschiedene biblische Szenen, und die Sätze 12–18 folgen dem Ablauf der Kommunionsliturgie.

## Stilistik
Der letzte große Orgelzyklus Messiaens weist eine große stilistische Bandbreite auf. Er gilt als Zusammenfassung der Stilmerkmale, Kompositionstechniken und Formen, die Messiaen über Jahrzehnte entwickelt hat. Einzelne Sätze erinnern an Messiaens frühe Werke mit einer an Debussy anknüpfenden Harmonik und unter Verwendung von Messiaens selbstentwickelten Modi. Andere Passagen benutzen serielle Techniken und klingen so experimentell und abstrakt wie die Stücke der 1950er Jahre, z. B. das Livre d’Orgue. Wie in allen Werken verbindet Messiaen sehr heterogene Elemente miteinander, dazu gehören auch hier griechische und indische Rhythmen, gregorianische Gesänge (wörtlich zitiert oder verfremdet) und Vogelgesänge. Vereinzelt wird auch die langage communicable aus dem vorangegangenen Zyklus Méditations sur le Mystère de la Sainte Trinité eingesetzt.
Martin Herchenröder bezeichnet das Livre als Messiaens „orgelmusikalisches Vermächtnis“, weil es auf musikalischer Ebene die Stilmerkmale aller Schaffensphasen integriert und gleichzeitig theologische Fragen anspricht, die lebenslang zentrale Bedeutung für Messiaen hatten. Er weist auf musikalische und thematische Bezüge bestimmter Sätze des Livre zu fast allen früheren Orgelzyklen Messiaens hin.

## Notenausgabe
Olivier Messiaen: Livre du Saint Sacrement pour Orgue. Alphonse Leduc, Paris 1989, Verlagsnr. 27373.